# 千本為隆
千本 為隆（せんぼん ためたか）は、平安時代末期から鎌倉時代前期にかけての武将。那須七騎の一角・千本氏の祖。

## 生涯
下野国那須氏初代当主・那須資隆の十男として誕生。
治承4年（1180年）からの治承・寿永の乱では、9人の兄達が皆平氏方に与するなか、弟・与一と共に源氏方に加わった。しかし、後に源頼朝の弟・義経の命に背き罪を得たため、一時期信濃国に逃れ戸福寺氏を称していたが、罪を許されると下野千本の地を賜り、千本氏を称する様になった。建久年間（1190年～1198年）に千本城を築城した。
『源平盛衰記』においては、与一を凌ぐほどの弓の名手であり、元暦2年/寿永4年（1185年）の屋島の戦いにおいて、扇を射ることを義経から命令されたが、戦傷のため固辞し弟を推挙している。